# Neprobić
A Neprobić hegy Horvátországban, Dalmácia területén. A Dinári-hegység része.

## Fekvése
A hegy Dubrovnik-Neretva megyében Slano városa felett emelkedik.

## Éghajlata
A térség éghajlata mérsékelt. A terület éves átlagos hőmérséklete 14 ° C. A legmelegebb hónap július, amikor az átlagos hőmérséklet 25 ° C, a leghidegebb pedig január, 4 ° C fokkal. Az átlagos éves csapadékmennyiség 2071 milliméter. A legcsapadékosabb hónap február, átlagosan 319 mm csapadékkal, a legszárazabb pedig július, 63 mm csapadékkal.

## Leírása
A hegy csúcsának magassága számos forrásnál 965 méterben van megadva, míg a tetején található háromszögelési pont oszlopán 971 méter szerepel. A hegy déli lejtői sziklásak és csupaszok, kevés növényzettel rendelkeznek, míg az északi lejtő (Crno Osoje területe) a sűrű növényzet miatt gyakorlatilag járhatatlan. A szokásos turistaút, melyen a csúcs megközelítő Majkovi faluból, a Szent Miklós templomtól indul. A mászás első része a Gumanci-rétig mintegy másfél órát vesz igénybe. Ez a szakasz nem túl nehéz. A réttől a csúcsig tartó további két órás mászás közepes nehézségű. A csúcsról szép kilátás nyílik a tengerre a Slanói-öbölre, az Elafiti-szigetcsoportra, a Mljet és Pelješac szigetre, valamint a szárazföld felé Hercegovina partközeli sziklás magaslataira, az előtérben pedig a Zavala és a Popovo polje egy részére.
A slanói "Busola" horvát vitorlásklub minden évben kora tavasszal túrát szervez Neprobićra, amelynek részeként a félúton fekvő réten rendezik meg a hagyományos Slanoi kőhajító bajnokságot.